# Geluidschip
Een geluidschip of geluidsprocessor is een geïntegreerde schakeling (i.c. chip) die speciaal is ontwikkeld voor het weergeven (reproduceren) van geluid met behulp van digitale, analoge of gemengde elektronica. Normaliter bevatten geluidschips onder andere oscillators, envelope controllers, samplers, filters, versterkers en DA-converters.
Een moderne geluidschip of -kaart beschikt meestal over polyfone klankweergave, eigen ROM- en RAM-geheugen en een eigen geluidsprocessor (om de systeemprocessor te ontlasten). Een dergelijke geluidsprocessor wordt wel een Audio Processing Unit (APU) of Sound Processing Unit (SPU) genoemd.
Een geluidsprocessor treft men onder andere aan in elektronische muziekinstrumenten als synthesizers, samplers en digitale piano's maar ook in spelcomputers, homecomputers en PC's.